# 中阳郡
中阳郡，中国南北朝时设置的郡。
北魏末年置中阳郡，隶属于南汾州，治所在昌宁县（今山西乡宁县西），东魏时下辖洛陵县、昌宁县，北齐沿置，北周下辖昌宁一县。辖境相当今山西省乡宁县一带。隋文帝开皇元年（581年）改为内阳郡，开皇三年（583年），废除内阳郡，昌宁县直属南汾州。